# 10662 Петервіссе
10662 Петервіссе (10662 Peterwisse) — астероїд головного поясу, відкритий 30 вересня 1973 року.
Тіссеранів параметр щодо Юпітера — 3,330.
Він названий на честь Петра Віссе, куратора Мусейону, вчителя астрономії у Лейдені, Гронінгені та Нідерландах.